# Gruver (Texas)
Gruver is een plaats (city) in de Amerikaanse staat Texas, en valt bestuurlijk gezien onder Hansford County.

## Demografie
Bij de volkstelling in 2000 werd het aantal inwoners vastgesteld op 1162.
In 2006 is het aantal inwoners door het United States Census Bureau geschat op 1122, een daling van 40 (-3,4%).

## Geografie
Volgens het United States Census Bureau beslaat de plaats een oppervlakte van
2,8 km², geheel bestaande uit land. Gruver ligt op ongeveer 968 m boven zeeniveau.

## Plaatsen in de nabije omgeving
De onderstaande figuur toont nabijgelegen plaatsen in een straal van 44 km rond Gruver.